# PDFCreator
PDFCreator ist ein Anwendungsprogramm zur Erstellung von PDF-Dateien (und Bildern wie JPG, PNG etc.) aus jeder beliebigen Anwendung. Lizenziert ist das Programm teilweise unter AGPL, teilweise unter anderen proprietären Lizenzen. In der Basisvariante PDFCreator Free ist es kostenfrei.
Von PDFCreator zu unterscheiden sind die kostenpflichtigen Programme ähnlichen Namens PDF-Creator und Jaws PDF Creator sowie die Freeware-Programme PDF24 Creator und PDF Creator Pilot.

## Funktionen und Besonderheiten
Bei der Installation von PDFCreator wird ein neuer Windows-Druckertreiber angelegt. Dadurch können PDF-Dateien direkt aus jeder Anwendung erstellt werden, die eine Druckfunktion bereitstellt. Die an den vermeintlichen Drucker gesendeten Befehle werden verwendet, um eine PDF-Datei zu erstellen. Zur Erzeugung der PDF-Dateien baut PDFCreator auf der API der integrierten ebenfalls freien Software Ghostscript auf. Einige Dokumenttypen wie Postscript, JPEG und BMP kann die Software auch ohne den Umweg über die Druckfunktion in PDF-Dateien konvertieren.
PDFCreator liegt für mehrere Sprachen lokalisiert vor. Standardmäßig sind im Installationsprogramm der Anwendung mindestens eine deutsche und eine englische Sprachdatei enthalten; durch zusätzlich erhältliche Übersetzungsdateien können 26 weitere Sprachen verwendet werden.
Das Programm unterstützt die gängigen Verfahren der 128-Bit-Verschlüsselung von PDF-Dokumenten.
Es kann nicht nur PDF-Dateien aus beliebigen Dokumenten erstellen, sondern auch Bilddateien in mehreren gängigen Formaten (JPEG, TIFF, PNG, PCX, BMP) sowie auch PostScript- und Encapsulated-PostScript-Dateien.
Darüber hinaus besteht die Möglichkeit, verschiedene Quelldateien in einem PDF-Dokument zusammenzufassen, indem man diese zunächst über den PDFCreator druckt und dann in der Druckerwarteschlange zu einem Dokument zusammenfasst.
Die Entwicklung der Version 0.9 wurde stark auf den Geschäftskunden-Sektor hin ausgerichtet, indem die Autoren eine Terminalservereinbindung und die Serveranbindung im Netzwerk implementierten.
Ab Version 0.9.5 ist es möglich, PDF-Dokumente in den Formaten PDF/A (1b) und PDF/X (X-3:2002, X-3:2003 and X-4) zu erstellen. Damit können auch PDF-Dokumente zur Langzeitarchivierung bzw. für die Druckvorstufe erzeugt werden.
Auch das Signieren von PDF-Dateien ist möglich. Die notwendigen Parameter können dazu über den Einstellungen-Dialog festgelegt werden. Das Erstellen von PDF/A und PDF/X-Dokumenten ist weiter verbessert. Zusätzlich können jetzt die Grafikformate JPEG und BMP direkt in PDF-Dokumente konvertiert werden, ohne sie zunächst drucken zu müssen.
Ab Version 0.9.6 ist das Signieren von PDF-Dateien möglich.
Version 0.9.7 erstellt kleinere PDF/A-Dokumente und unterstützt die Beta-Version von Windows 7. Die mitgelieferte pdfforge-Bibliothek kann jetzt auch aus Bildern direkt PDF-Dateien erzeugen und PDFs im Broschüren-Format erstellen.
Druckerprofile und mehrere unterschiedliche Drucker werden ab Version 0.9.9 unterstützt. Somit lassen sich zusätzlich zu einem PDF-Drucker auch ein PDF/A-Drucker oder/und ein TIFF-Drucker einrichten.
Individuelle Komprimierungsstufen für eingebettete Farb- und Graustufenbilder, um das bestmögliche Verhältnis von Qualität und Dateigröße zu erreichen, lassen sich ab Version 1.0 festlegen.
AES-Verschlüsselung ist ab Version 1.1 integriert.
Interne Verknüpfungen, wie sie beispielsweise in Inhaltsverzeichnissen häufig verwendet werden, unterstützt PDFCreator nicht. Weblinks werden hingegen in das PDF-Dokument integriert.
Durch die Integration von Ghostscript beträgt die Größe des Downloads bei Version 1.2.3 rund 18 MB.
Ab Version 1.3 ist PDFArchitect enthalten; ein kleines Tool zum Drehen, Einfügen und Entfernen von Seiten aus PDF-Dokumenten.
Ab Version 1.6 ist PDF Architect ein eigenes Programm, welches im Setup von PDFCreator zwar ausgewählt werden kann, dann jedoch extra heruntergeladen wird. Alternativ kann man PDFArchitect auch selbst gesondert herunterladen und installieren. Weiter sind nicht mehr alle Funktionen des PDFArchitect frei verfügbar, sondern nur mehr einige rudimentäre Funktionen gratis, alles andere ist kostenpflichtig.

## Plattformen
PDFCreator ist unter allen Microsoft-Windows-Betriebssystemen ab Windows 7 lauffähig. Ab Version 0.9.6 wurde Windows Vista unterstützt, ab Version 0.9.7 Windows 7. Spätestens ab Version 2 werden Windows 8 und Windows 10 unterstützt. Die Unterstützung von Windows 11 wurde mit Version 4.4.0 überprüft.

## Adware
Das Installationsprogramm von PDFCreator Free enthält regelmäßig wechselnde Adware. Je nach Version ist die Adware vorausgewählt und die Option zur Abwahl leicht übersehbar. Die Plus- oder Business-Variante von PDFCreator sind werbefrei.